# Institut for virologi i Wuhan
Institut for virologi i Wuhan (kin. 中国科学院武汉病毒研究所; en. Wuhan Institute of Virology, WIV) er et kinesisk forskningsinstitut til studiet af virologi. Det drives af det kinesiske videnskabsakademi og ligger i byen Wuhan i provinsen Hubei.
Instituttet blev grundlagt i 1956 og har siden haft forskellige navne.
2015 fik det Kinas første laboratorium med højeste biosikkerhedsniveau 4, 'BSL-4'.
Dets center for indsamling af viruskulturer havde i 2018 ca. 1.500 patogene stammer og er Asiens største virusbank.
Det var forskeren Shi Zhengli, der her i 2017 sammen med kollegaen Cui Jie foreslog at SARS coronavirus (SARS-CoV) kunne stamme fra en population af flagermus i et fjerntliggende område i provinsen Yunnan.
Den 4. april 2018 rapporterede hun om overførsel af coronavirus fra flagermus til svin, og den 2. marts 2019 antog hun at det var sandsynligt, at der i Kina ville finde en overgang sted af coronavirus til mennesker, og advarede om det.
Siden omkring 2010 har den amerikanske regering finansieret laboratorieforskning i coronavirus og hvordan de overføres. Det amerikanske institut for sundhed ('National Institutes of Health') tildelte Wuhan-instituttet et forskningsstipendium på 3,7 millioner dollars.